# دون لوند
دون لوند (بالإنجليزية: Don Lund)‏ هو لاعب كرة قاعدة أمريكي، ولد في 18 مايو 1923 في ديترويت في الولايات المتحدة، وتوفي في 10 ديسمبر 2013 في آن آربر في الولايات المتحدة.

## وصلات خارجية
- دون لوند على موقعبيزبول رفرنس.كوم (الدوري الرئيسي) (الإنجليزية)
- دون لوند على موقعبيزبول رفرنس.كوم (الدوري الثانوي) (الإنجليزية)